# ゲイリー・マーカス

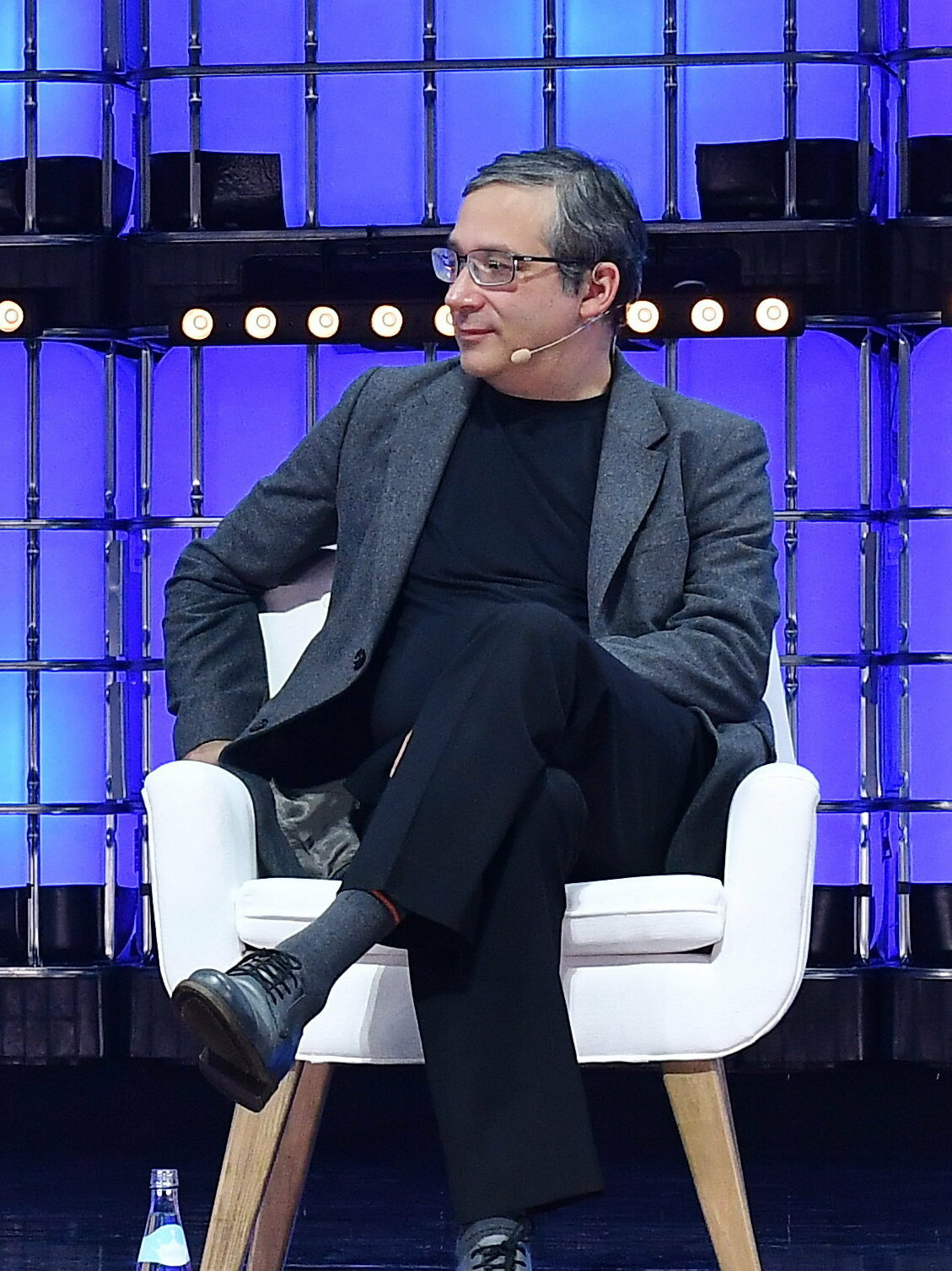
ゲイリー・マーカス(2022)

ゲイリー・フレッド・マーカス（Gary Fred Marcus 、1970年2月8日- ）は、アメリカ合衆国の認知科学者、実業家、作家である。人工知能分野での実績で知られる。
マーカスはニューヨーク大学の教授であり、2014年には機械学習企業である「Geometric Intelligence」を創設した 。

## 来歴
マーカスはハンプシャーカレッジで認知科学を専攻し、マサチューセッツ工科大学の修士課程に進み、形態論や子供の言語習得についての研究を行った。博士課程ではスティーブン・ピンカーに師事した。
2015年には、機械学習企業である「Geometric Intelligence」を共同で創設した。2016年に同社がUberに買収されると、マーカスは同社のAIチームのディレクターになった。2017年に同社を退職したが、アドバイザーの立場に留まった。
2019年、マーカスはスタートアップの「Robust AI」を、iRobotの共同創設者でルンバの開発に貢献したロドニー・ブルックスとともに創設した。Robust AIはサードパーティのゲーム開発者が利用できるゲームエンジンと同様の形態の、実用的な自律型ロボット向けの機械学習プラットフォームの構築を目指している。

## 人物

### 人工知能についての見解
マーカスは人工知能を巡る誇大広告への批判で知られており、人工知能の規制、大衆のAIリテラシーの向上と、潜在的なAIリスクを検討するための十分な資金力のある公共シンクタンクを提唱している。現在のAIは、特にバイアスに起因するリスクを含んでいるかもしれない顔認識、スクリーニングなどの分野で未熟なままで運用されており、それは現在の深層学習の技術が正確性を担保する形式的な検証を行うことができないためであると主張している。
マーカスは現在の大規模言語モデルは「言語の理解というよりも言語の利用の近似」であると分析している。
マーカスは「信頼できないが、広く普及した平凡なAI」による短期的なリスクを指摘しており、2023年3月にはイーロン・マスク、スティーブ・ウォズニアック、ヨシュア・ベンジオ、スチュアート・ラッセルらの著名人や専門家とともに、適切なセーフガードが実装可能になるまで、最新の大規模言語モデルであるGPT-4より強力なAIの訓練を少なくとも6ヶ月停止するように要請した。